# 1ЛГ-602

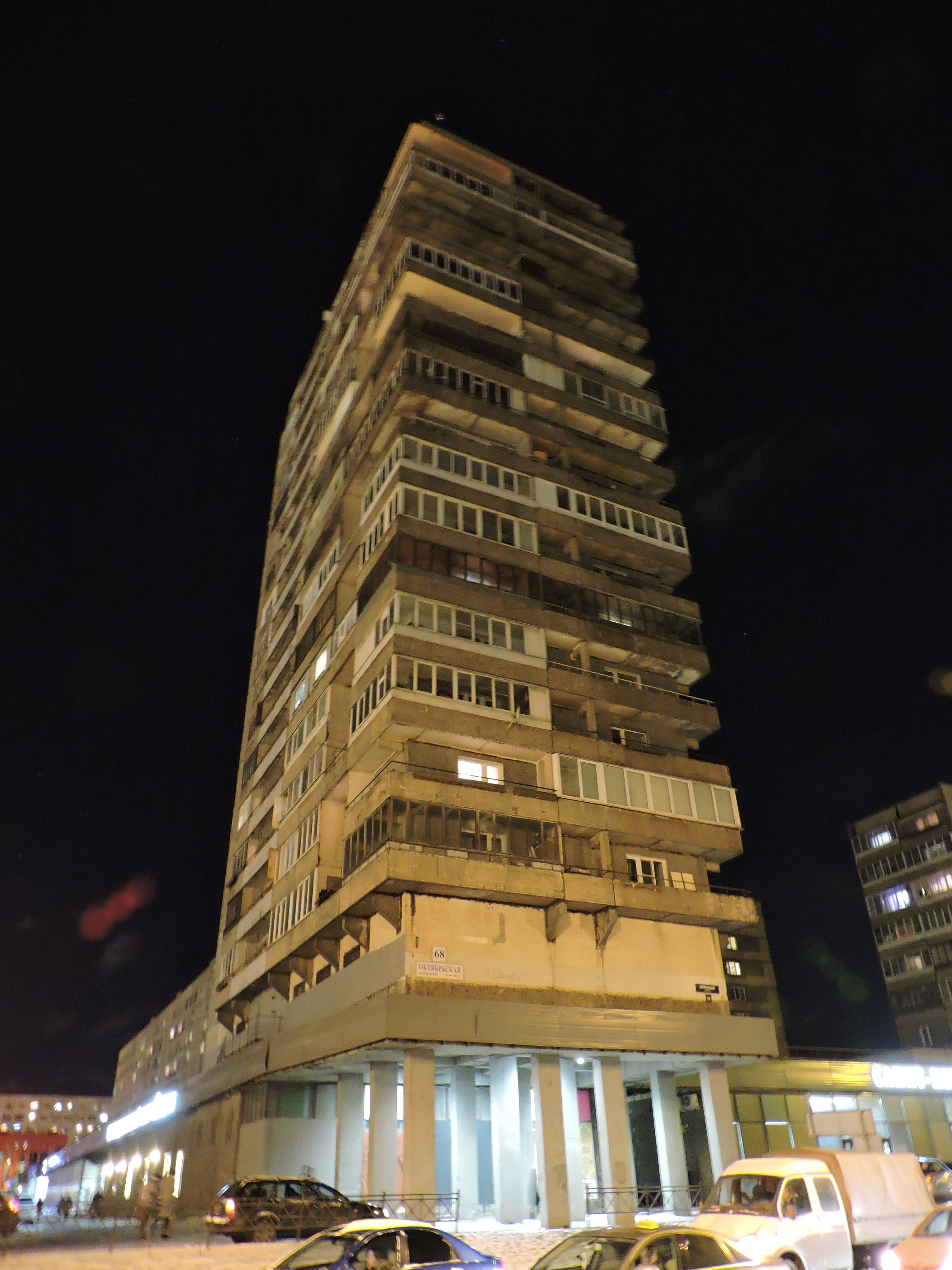
18-этажный дом 602-й серии у Володарского моста (южная башня)

1ЛГ-602 — советский проект преимущественно девятиэтажных панельных домов брежневского периода. Одна из самых известных и массовых серий домов в Санкт-Петербурге (Фрунзенский и Невский район). Внешне очень схожа с московской серией 1605 (серия домов), ставшей девятиэтажной в 1966.  
Такие дома строились с 1966 по 1992 год. Первый дом этой серии расположен на Пражской улице, 39.
Помимо Ленинграда дома этой серии также строилась в Ленинградской Области, Набережных Челнах и городах Латвийской ССР (в основном в Риге); единственный дом данной серии был сооружён в Копейске (в 1992 году, со значительными изменениями).
Строительство домов выполняли Невский, Обуховский (ДСК-2) и Полюстровский (ДСК-1) домостроительные комбинаты с 1967 по 1982 год в Ленинграде и его пригородах.
На смену 602-й серии пришли дома 137 серии.

## Описание
По сравнению с предшественником серии — 1ЛГ-502 дома 602-й серии получили лифты (г/п 400 кг, старые 320 кг) и мусоропроводы, выросли до девяти этажей, также в подъездах однорамные окна были заменены трёхрамными. Прямым предшественником серии 602 является 9/10-этажный дом 502-й серии по адресу улица Седова, 156, который похож одновременно и на серию 602, и на серию 1-528КП40. Конструкция лестнично-лифтового узла позволяла разместить на этаже четыре квартиры и, в общей сложности, десять жилых комнат. 
На обоих торцах дома расположены лоджии. С 1971 года строились с поворотными секциями. 
Расширена цветовая гамма панелей. Фасады стали более пластичными и выразительными. Проекты предусматривают применение новых отделочных материалов – керамики, стеклянных плиток, полимеров. Дома облицовывались в основном матовой светло-жёлтой плиткой, некоторые дома на улице Подвойского, на Искровском проспекте и проспекте Солидарности — голубой плиткой, на проспекте Луначарского, 76, девятый этаж выложен красной плиткой, остальные — белой. Технического этажа нет.

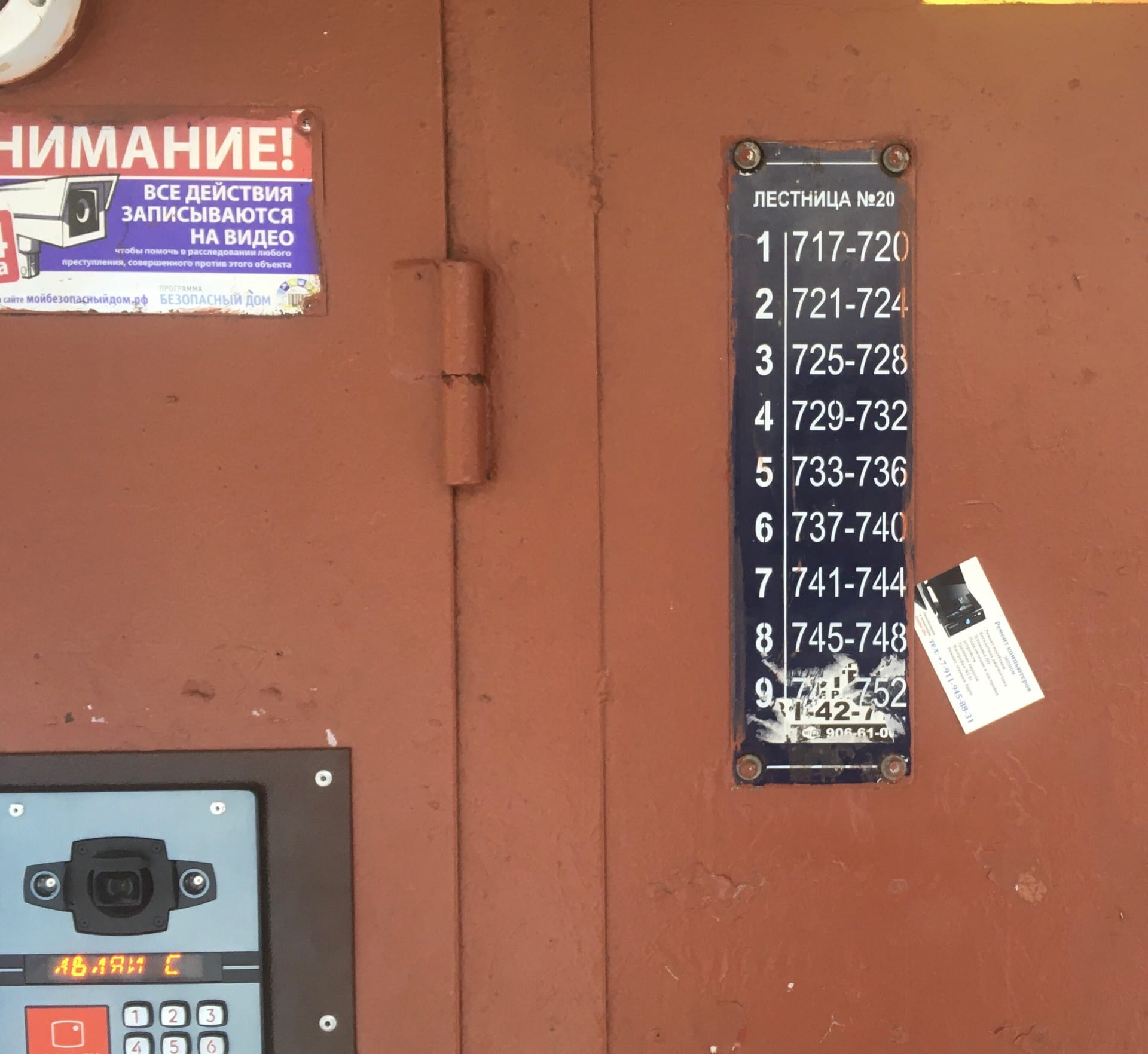
20-подъездный дом серии 602 номер 8 по Купчинской улице

Одна из удач проектировщиков – светлые лестничные площадки с вытянутым в горизонтальной плоскости окном. Дома серии 1-602 – холодные, толщина наружной стены – около 35 см. Высота жилых помещений 250 см. На лестничной клетке одного этажа 4 квартиры. Всего в доме может быть до 20 подъездов, а общее число квартир достигать 752. Однако в этом случае дома являются угловыми и имеют арки для въезда автомобильного транспорта во двор (Купчинская улица, 8). 
Среди недостатков можно выделить невозможность перепланировки и сквозные отверстия розеток между квартирами. После переноса розеток звукоизоляция уступает кирпичным домам, но в целом лучше, чем в домах с более тонкими межквартирными стенами.
В 1973 и 1977 годах на Октябрьской набережной возле Володарского моста были построены два 18-этажных точечных дома, построенных из панелей 602-й серии. В этих домах 2-й этаж — технический, а высота потолков в коридорах 1-го и 18-го этажа увеличена.

### Типовые проекты
- 1ЛГ-602В-6 — 6 подъездов, 216 квартир
- 1ЛГ-602В-7 — 7 подъездов, 252 квартиры
- 1ЛГ-602В-8 — 8 подъездов, 288 квартир
- 1ЛГ-602В-9 — 9 подъездов, 324 квартиры (2комн-161, 3комн-143, 4комн-18 ) [4]

## Изменения в процессе выпуска
Первый вариант домов строился с 1966 по 1968 годы. Лифты в этих домах находились в закутке между этажами (мусоропровод находился в таком же закутке с другой стороны). Посередине лестницы располагались проёмы. Строились в 6—9 подъездов.
В 1969—1970 годах строились немного изменённые дома: окна подъездов стали двухрамные, уменьшено количество чердачных окон — их стало в 2 раза меньше, на лестничных площадках изменилось покрытие пола (вместо линолеума пол стали отделывать осколками облицовочной плитки). Строились также в 6—9 подъездов.
В 1970—1971 годах строились дома с увеличенной лифтовой надстройкой на крыше. Сам лифт переместился на этаж к квартирам, мусоропровод переместился в правый закуток, левый закуток ликвидирован, сужены проёмы посередине лестницы. Строились также в 6—9 подъездов.
В 1971—1972 годах в домах 602-й серии появились угловые секции и арки в поворотных, в 1972 году было убрано булыжное оформление. Угловые секции отличаются от обычных поворотных тем, что окна поворотного подъезда однорамные и находятся впритык к повороту, подъезд имеет уменьшенную напольную плиту перед входом и не имеет козырька, в самом подъезде на этажах со стороны лифта входы в квартиры находились в закутке.
В 1972—1975 годах проводились эксперименты с облицовочной плиткой: её размер стал меньше, а дом по адресу улица Белы Куна, 25 над входом в подъезд, сузились козырьки, изменены конструкция вентиляционных каналов и планировка санузлов. В это время дома этой серии строились в Набережных Челнах.
В 1975—1982 годах окна подъездов изменились — теперь это три маленьких квадрата, изменились трехстворчатые окна квартир, появились уменьшенные (двухстворчатые) окна для кухонь и малых комнат, появилась пятиэтажная модификация (такие дома были построены в Уткиной Заводи, Шушарах и других пригородах Петербурга).

### Фотогалереи и базы данных
- Список домов серии 1Лг-602.
  - Список домов проекта 1Лг-602В.
    - Список домов проекта 1Лг-602В-6.
    - Список домов проекта 1Лг-602В-7.
    - Список домов проекта 1Лг-602В-8.
    - Список домов проекта 1Лг-602В-9.

  - Список домов проекта 1Лг-602Р.